# Bullitt
Bullitt – amerykański film kryminalny z 1968 roku w reżyserii Petera Yatesa z Steve'em McQueenem w roli głównej, na podstawie powieści Roberta L. Pike’a.
Fabuła obfituje w sceny przemocy, a Steve McQueen gra rzetelnego, nieugiętego policjanta, wykonującego z poświęceniem swą pracę kosztem życia osobistego i związku uczuciowego.
Do historii gatunku przeszedł pościg samochodowy (Ford Mustang kontra Dodge Charger) wąskimi i stromymi ulicami San Francisco, trwający 9 minut i 42 sekundy – pierwsza scena tego rodzaju w historii kina. Steve McQueen korzystał w niej z pomocy kaskadera, w kilku scenach zastąpił go Bud Ekins. Ekspresyjne są również sceny pościgu za przestępcą na lotnisku San Francisco rozgrywające się podczas ruchu samolotów i w pełni ruchu pasażerskiego. 

## Obsada[1]
- Steve McQueen jako porucznik Frank Bullitt
- Robert Vaughn jako Chalmers
- Jacqueline Bisset jako Cathy
- Don Gordon jako Delgetti
- Robert Duvall jako Weissberg
- Simon Oakland jako kapitan Bennett
- Norman Fell jako Baker
- Georg Stanford Brown jako doktor Willard
- Carl Reindel jako Carl Stanton
- Felice Orlandi jako Renick
- Victor Tayback jako Pete Ross
- Pat Renella jako Johnny Ross
- John Aprea jako doktor Kinner
- Paul Genge jako mafijny zabójca
- Bill Hickman jako kierowca czarnego Dodge’a